# Handicap mental
Ne doit pas être confondu avec Handicap psychique.
 Mise en garde médicale
Le handicap mental (parfois appelé retard mental dans le langage courant) est un trouble généralisé perçu avant l'âge adulte, caractérisé par un déficit et un dysfonctionnement cognitif dans au moins deux fonctionnements adaptatifs. Le handicap mental a été historiquement défini sous le score de 70 de quotient intellectuel (QI).
Presque entièrement fondée sur la cognition, la définition inclut désormais le fonctionnement mental et les capacités fonctionnelles d'un individu liées à son environnement. Aujourd’hui, par conséquent, un individu ne peut être strictement considéré comme retardé mental pour la seule raison qu'il possède un quotient intellectuel inférieur à 70.
Le handicap mental, lorsqu'il n'est pas restreint au retard mental, inclut le handicap intellectuel ainsi que le handicap psychique (pathologies psychiques), tout comme le handicap physique comprend les handicaps moteurs, auditifs, visuels mais aussi les maladies invalidantes.
Comme on peut le voir dans la CIM-10 Chapitre 05 ou dans la liste des codes DSM-IV, le handicap mental n’est pas une maladie ou un trouble à part entière. Il doit être considéré comme un statut social qui s’applique aux personnes qui, en raison d’un retard mental et d'éventuels troubles associés, sont limitées dans leurs activités quotidiennes et dans leur participation à la vie sociale.

## Terminologie
Les termes utilisés pour définir les personnes présentant un retard mental ont beaucoup évolué au cours du temps. Au XIXe siècle, les personnes ayant un retard moyen ou grave étaient qualifiés d’idiots ou débiles, alors que celles qui présentaient un retard léger étaient appelées imbéciles ou débiles légers. Le terme mongolien, en lien avec les caractéristiques physiques associées à la trisomie 21, a également été utilisé jusqu'à une période récente ; il est familier et dépréciatif. Le terme oligophrénie s'utilisait pour un retard mental grave. Il n'y a toujours pas de consensus clair sur le (ou les) terme(s) à utiliser, à ceux de « retard mental » et de « handicap mental » s'ajoutent par exemple les termes d’« arriération mentale » ou de « déficience intellectuelle », ce dernier étant notamment répandu au Québec. L'Organisation mondiale de la santé (OMS) emploie néanmoins le terme « mental retardation ».
Certains psychologues recommandent de n'utiliser le terme « retard mental » que pour les enfants de plus de cinq ans, quand l'évaluation du quotient intellectuel est suffisamment sûre, et d'employer la notion de « retard global du développement » pour les enfants en bas âge.
Le handicap est défini par l'OMS comme « l'interaction entre des problèmes de santé tels que la démence, la cécité ou des lésions de la moelle épinière, et toute une série de facteurs environnementaux et personnels ». Il s'agit donc de limitations contextuelles que rencontre un individu dans son environnement : on parle de « situation de handicap ». La Classification internationale du Fonctionnement, du handicap et de la santé est le fruit de cette évolution de la représentation du handicap et comprend les facteurs environnementaux.

## Définition
L'Organisation mondiale de la santé (OMS), dans sa classification internationale des maladies (CIM-10), définit le retard mental (mental retardation) comme un « arrêt du développement mental ou un développement mental incomplet, caractérisé par une insuffisance des facultés et du niveau global d’intelligence, notamment au niveau des fonctions cognitives, du langage, de la motricité et des performances sociales »,.

## Troubles associés à la déficience intellectuelle (DI)
Plusieurs autres troubles et problèmes de santé, notamment neurodéveloppementaux et psychopathologiques, peuvent être associés à la DI. La fréquence de ces comorbidités augmente avec la sévérité de la DI et varie selon l’étiologie de la DI : certains syndromes sont caractérisés par des problèmes médicaux spécifiques, impliquant un suivi médical adéquat.
Selon l'INSERM :
- les troubles neurodéveloppementaux sont surtout associés à des déficiences motrices (présentes dans 19 à 20 % des DI sévères, quelle que soit la sévérité de la DI) ;
- les anomalies congénitales sont 10 fois plus fréquentes (en relation ou non avec l’étiologie de la DI) que dans la population générale.

## Signes et symptômes
Les signes et symptômes du handicap intellectuel hors troubles associés se situent tous au niveau comportemental. La majeure partie des individus atteints de retard mental n'exposent physiquement pas leur état intellectuel, spécialement lorsque le retard est causé par l'environnement (c'est potentiellement le cas de la malnutrition ou du saturnisme, par exemple).
Les enfants atteints de retard mental peuvent apprendre à se lever, à ramper, à marcher ou à parler plus tard que les autres enfants. Les enfants et adultes atteints d'un retard mental peuvent exposer la plupart des caractéristiques suivantes :
- retard dans le développement de la communication ;
- déficits de la mémoire ;
- assimilation confuse du constructivisme social ;
- difficulté à résoudre les problèmes ;
- retard dans le comportement adaptatif ;
- manque d'inhibition sociale.

Les enfants souffrant d'un retard mental apprennent plus lentement qu'un enfant normal. Les enfants peuvent prendre plus de temps à parler, développer des activités sociales, et prendre soin de leur personne (manger, s'habiller). L'apprentissage peut durer plus longtemps, requiert des gestes répétitifs, et l'adaptation doit être apprise. Néanmoins, les enfants sont capables d'apprendre, de se développer et de devenir membre d'une communauté.
Durant le commencement de l'âge adulte, le retard mental léger (QI d'environ 50–69) n'est pas forcément détecté et ne peut être identifié si l'enfant ne débute aucune scolarité. Même si une performance académique médiocre est perçue, cela peut prendre longtemps pour détecter soit un retard mental soit un trouble d'apprentissage ou trouble comportemental/émotionnel. Les individus atteints d'un retard mental léger peuvent apprendre à lire et à résoudre des mathématiques du niveau d'un enfant âgé de 9  à   12 ans. Ils peuvent apprendre à se soigner et à prendre soin d'eux. Lorsque les individus atteints d'un retard mental léger atteignent l'âge adulte, ils peuvent vivre indépendamment et peuvent garder un emploi.
Le retard mental modéré (QI de 35–49) est pratiquement perçu durant les premiers âges. Le retard de la parole est un signe commun chez les individus atteints de retard mental modéré. Ces individus doivent être aidés durant leur scolarité, à la maison et également sur le plan social. Bien que leur potentiel académique soit limité, ils peuvent apprendre les bases de l'hygiène et du danger et participer à de simples activités. À l'âge adulte, ils peuvent rester chez leurs parents, dans une résidence clinique, ou même vivre semi-indépendamment.
Un individu atteint d'un profond retard mental a peu de capacités de communication, de mobilité et de soins personnels, et doit avoir une aide pratiquement permanente durant toute sa vie. Il peut apprendre cependant certaines règles de vie.
Selon les catégories distinguées par l'OMS, un profond retard mental correspond à un QI inférieur à 20, mais entre 20 et 34, il s'agit d'un degré grave, avec nécessité de soutien prolongé.
Au-dessus de 70, le sujet d'un niveau intellectuel un peu inférieur à la stricte moyenne reste considéré comme étant dans les variations basses de la normale.

## Causes
Chez les enfants, la cause est inconnue dans un tiers ou dans la moitié des casselon un article paru en 2000 dans American Family Physician[réf. obsolète].
- La consommation d'alcool pendant la grossesse, même en faible quantité, peut perturber la construction du cerveau. Ceci est considéré en France comme la première cause de déficit mental non génétique[10]. Selon une méta-analyse, boire pendant la grossesse cause 10 % à 15 % de handicap mental. Pour une consommation importante, définie comme 2 verres standards au moins chaque jour ou 6 verres standards en une occasion, le risque est supérieur à 50 %[11].
- Le syndrome de Down, la microdélétion 22q11 et l'exposition prénatale à l'alcool sont les trois causes de handicap mental les plus communes[8].
- Les pathologies d'origine génétique. Certaines anomalies sont causées par des gènes qui ne sont pas hérités des parents et pour diverses raisons. Les maladies génétiques incluent le syndrome de Down, le syndrome de Klinefelter, le syndrome de l'X fragile, la neurofibromatose, l'hypothyroïdie congénitale, le syndrome de Williams, phénylcétonurie et le syndrome de Prader-Willi. D'autres affections génétiques incluent le syndrome délétion 22q13.3, le syndrome de Mowat-Wilson et la ciliopathie génétique[12].
- Les problèmes durant la grossesse. Le handicap mental peut faire suite à un développement anormal du fœtus. Par exemple, il peut y avoir un problème dans la division des cellules du fœtus. Une femme buvant de l'alcool ou souffrant d'une infection comme la rubéole durant la grossesse a de fait un surrisque de donner naissance à un bébé atteint de retard mental.
- Les problèmes à la naissance. Si un bébé fait l'expérience de problème durant la naissance, comme ne pas obtenir suffisamment d'oxygène, il pourrait développer un retard mental à la suite de lésions cérébrales.
- Une exposition à certaines maladies ou toxines. Des maladies comme la coqueluche, la rougeole ou une méningite peuvent causer un retard mental si les soins médicaux sont tardifs ou inadéquats. Une exposition à certains poisons peut également causer un retard mental, par exemple l'exposition au plomb[13].
- La malnutrition, cause commune de la régression intellectuelle dans certaines parties du monde souffrant de la famine, comme l'Éthiopie[14].
- Absence de faisceau arqué[15].

## Diagnostic
D'après l'avant dernière édition du Manuel diagnostique et statistique des troubles mentaux (DSM-IV), trois critères doivent être remplis pour diagnostiquer un retard mental : un QI en dessous de 70, des limitations significatives dans le comportement adaptatif (dans la communication, les habitudes personnelles et interpersonnelles, etc.), et une évidence des limitations perçue à l'âge de 18 ans.

## Épidémiologie
Le taux de prévalence du retard mental se situe approximativement autour de 1 à 3 %. Ce chiffre varie beaucoup selon les études compte tenu des différentes définitions utilisées, des différentes méthodes d'évaluation ainsi que des différentes populations étudiées. Il est estimé qu'il y a 1,6 garçon pour 1 fille. 85 % de la population ayant une déficience intellectuelle présente une déficience intellectuelle légère, 10 % une déficience moyenne, 3 à 4 % une déficience grave et 1 à 2 % une déficience profonde.

## Prévention
La prévention primaire a pour but d'éviter l'apparition du retard intellectuel. Par exemple, l'ajout d'iode à l'alimentation favorise le développement sain du cerveau. Aussi, l'augmentation d'acide folique dans l'alimentation lors de la grossesse peut aider à prévenir certaines malformations. Les campagnes de publicité contre la consommation d'alcool durant la grossesse pour éviter un trouble du spectre de l'alcoolisation fœtale en sont aussi un bon exemple.
La prévention secondaire consiste en une intervention visant à réduire les effets néfastes de certains facteurs de risque présents, qui pourrait résulter en déficience intellectuelle, comme des programmes de stimulation appropriés pour certains types d'autisme.
La prévention tertiaire a pour but d'améliorer le fonctionnement ainsi que la qualité de vie des personnes présentant une déficience intellectuelle, pour empêcher l'aggravation de la déficience ou le développement d'autres problématiques, comme la dépression, par exemple. Elle vise aussi à faciliter l'acquisition d'habiletés et de compétences chez ces personnes.
Le rôle du psychologue scolaire peut donc s'inscrire dans ce troisième type de prévention, par exemple à travers les programmes ou les interventions spécialisées qu'il effectue afin d'améliorer la condition de la personne présentant une déficience intellectuelle.

## Accompagnement et conseils
Il existe diverses organisations et associations qui proposent des services-conseils et de l'accompagnement, en plus de militer auprès de leurs gouvernements respectifs pour promouvoir l'intégration scolaire et sociale des personnes vivant avec une déficience intellectuelle. En France, ces organismes sont par exemple l'Unapei et l'Adapei.

### Fonctionnement adaptatif
L'intelligence et le comportement adaptatif sont deux construits distincts, bien qu'ils soient liés sur le plan théorique. Il y a tout d'abord une différence fondamentale entre la méthodologie de mesure de l'intelligence et celle du fonctionnement adaptatif. L'intelligence, mesurée dans un contexte standardisé, est souvent considérée comme le potentiel de la personne. L'évaluation se fait aussi dans un contexte individuel favorisant une observation directe de la performance. D'autre part, le comportement adaptatif reflète l'observation de la performance habituelle de la personne dans son milieu de vie. La mesure du comportement adaptatif ne se réfère pas à une observation directe des comportements, mais elle requiert plutôt la collaboration de l'entourage pour obtenir des renseignements sur la personne. L'information provient alors du rappel des observations antérieures des comportements émis par la personne. De plus, le comportement adaptatif ne se réfère pas au potentiel abstrait que sous-entend l'intelligence. Il existe donc une différence entre la capacité de la personne et sa performance. Une capacité se décrit comme l'habileté d'une personne à effectuer une activité ; elle représente son niveau de fonctionnement le plus élevé. De façon similaire à la mesure de l'intelligence, la capacité doit être évaluée dans un contexte standardisé. De l'autre côté, la notion de performance décrit ce qu'une personne fait dans son environnement naturel. La performance peut alors impliquer une observation des interactions de la personne avec son environnement, et représente, dans ce cas, la mesure du comportement adaptatif.

### De l'enfance à l’adolescence

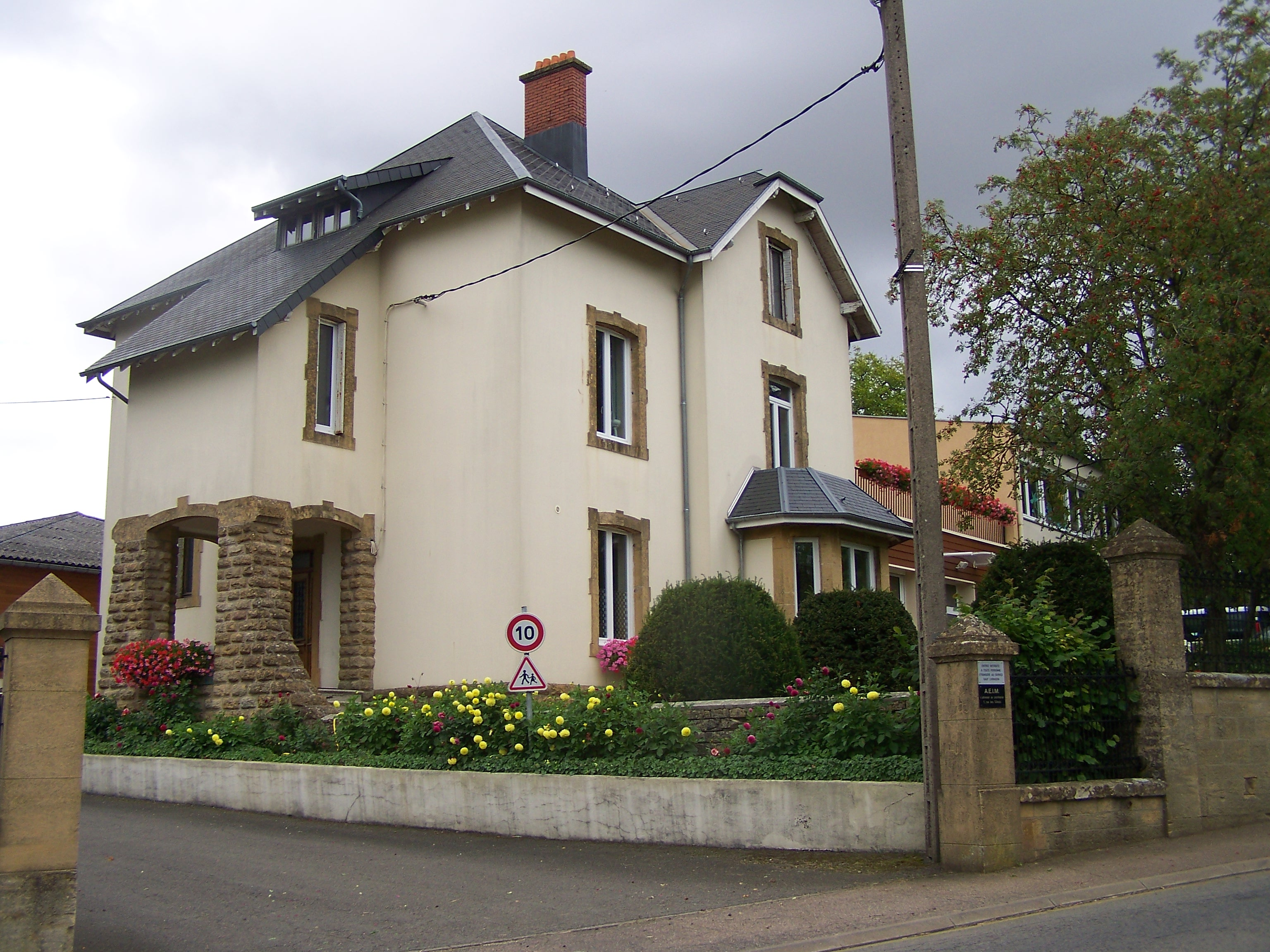
Centre AEIM.

Les besoins de répit et de soutien des familles ayant un enfant présentant une déficience intellectuelle (DI) ou un trouble du spectre de l’autisme (TSA) sont nombreux. Au Québec, un programme innovant propose une offre de services de soutien à domicile et dans la communauté misant sur l’engagement et la formation d’étudiants universitaires issus des programmes d’ergothérapie et de travail social.

### Intégration scolaire
L’intégration de l’enfant atteint d’un trouble envahissant du développement (TED) en milieu scolaire ordinaire est un domaine peu étudié[réf. incomplète]. Pourtant, les déficits impliqués par l’atteinte d’un syndrome tel que l’autisme soulèvent des défis particuliers à l’intégration scolaire. Les relations sociales restreintes, les limitations au niveau des comportements verbaux, les comportements stéréotypés et même parfois agressifs, le fonctionnement intellectuel particulier, la capacité d’attention limitée, la faible généralisation des acquis et la dépendance aux stimuli de renforcement primaires soulèvent certaines des difficultés lors de la scolarisation en classe ordinaire des élèves TED.
Cependant, l’intégration est un service offert aux élèves présentant un TED afin qu’ils puissent recevoir une éducation de qualité dans un cadre le plus normal possible et ainsi établir des contacts avec des pairs non handicapés. Tous ces enfants ne reçoivent pas ce service. Pour pouvoir y avoir accès, selon l’article 235 de la loi sur l’instruction publique[Laquelle ?][Où ?], le candidat doit d’abord démontrer la faisabilité de cette intégration et faire la preuve qu’il n’y aura pas « contrainte excessive » du droit des autres enfants (Sénéchal, 2002). Aussi, le placement de l’élève autiste est d’abord un jugement des instances scolaires, l’avis des parents n’est pas prioritaire dans les décisions concernant le choix du milieu éducatif de leur enfant (Cour Suprême du Canada, 1997 ; Paquet, 2006).
En douze ans (de 1990-1991 à 2002-2003), le nombre d’élèves ayant un code de difficulté 50 a augmenté de 495 % au Québec et représentait 10 % du nombre d’élèves ayant été identifiés comme handicapés (Paquet, 2006). L’enquête de Paquet (2006)[réf. nécessaire], auprès de 110 élèves ayant un trouble envahissant du développement révèle qu’au Québec, 60,9 % de ces élèves fréquentent le milieu scolaire ordinaire tandis que 38,2 % fréquentent une école spéciale. De ceux qui sont scolarisés dans une école ordinaire, seulement 36,4 % sont placés en classe ordinaire et la plupart y reçoivent un service d’accompagnement. Toujours selon cette enquête, le psychologue offre des services professionnels pour 37,3 % des élèves ayant un TED au primaire et pour 32,1 % au secondaire.
Certains auteurs, affirment que plusieurs prérequis sont nécessaires afin d’intégrer des personnes autistes, sans quoi il y a un risque d’exclusion. L’intégration sociale de l’enfant atteint d’un TED chez les pairs et l’enseignant de la classe d’accueil est, entre autres, en lien avec la capacité de maintenir et d’initier une interaction sociale, l’imitation, l’attention, le quotient intellectuel et le niveau de communication (,,,,,,[réf. incomplète]. Aussi, certaines conditions semblent devoir être réunies pour augmenter la probabilité de la réussite de l’intégration scolaire de l’élève TED, dont l’adaptation du programme d’étude, la formation de l’enseignant de la classe d’accueil, la préparation à l’intégration par un programme d’intervention précoce intensif, la présence d’une mesure d’accompagnement et l’implication des parents.

## Double diagnostic: handicap mental et problèmes de santé mentale
En Belgique, le Conseil Supérieur de la Santé émet un avis scientifique concernant les interventions en matière de politique vis-à-vis des personnes ayant un double diagnostic (handicap mental et problèmes de santé mentale : trouble du comportement et/ou troubles psychiatriques) en Belgique. Ce rapport vise à mettre à la disposition des décideurs politiques et des professionnels de la santé des recommandations spécifiques sur l'économie des soins de santé, l’organisation des soins, les prestations de soins de santé et les bonnes pratiques cliniques dans le but de préserver les droits et maintenir la meilleure qualité de vie possible pour ces personnes vulnérables. Les trois principales recommandations de l'avis sont :
- améliorer l’accessibilité des services en créant un réseau pour ces personnes qui leur garantit un circuit de soins complet, sur tout le territoire. Ce réseau doit impliquer tous les secteurs (santé mentale, santé, handicap, enseignement, emploi, aide à la jeunesse, justice), être inclusif et mettre la personne au centre des préoccupations ;
- améliorer la formation du personnel de tous les services et s’assurer que ceux-ci mènent une réflexion concernant les pratiques qu’ils utilisent. À cet égard, les interventions et guides de bonnes pratiques disponibles pour ce groupe cible sont détaillés dans l’avis ;
- prévoir des places spécialisées pour les cas les plus complexes. Le CSS précise également comment ces services spécialisés (hospitaliers, de revalidation et d’hébergement) devraient être organisés. Ces places spécialisées ne doivent cependant pas remplacer le travail réalisé par des structures générales quand celui-ci est possible et cette troisième recommandation ne peut être mise en place indépendamment des deux autres : l’amélioration de l’accessibilité et de l’adéquation de tous les services (par la formation du personnel et la construction de réseaux) sont en effet les conditions indispensables pour éviter que ces places spécialisées ne deviennent l’unique possibilité pour ces personnes et soient de ce fait rapidement insuffisantes.